# تسکوت (کانزاس)
تسکوت (به انگلیسی: Tescott) شهری در ایالت کانزاس کشور ایالات متحده آمریکا است که جمعیت آن در سرشماری سال ۲۰۱۰ میلادی، ۳۱۹ نفر بوده‌است.